# Cordia ucayaliensis
Cordia ucayaliensis är en strävbladig växtart som först beskrevs av Ivan Murray Johnston, och fick sitt nu gällande namn av Ivan Murray Johnston. Cordia ucayaliensis ingår i släktet Cordia, och familjen strävbladiga växter. Inga underarter finns listade i Catalogue of Life.